# Rock Swings
Rock Swings est un album de reprises de standards pop et rock des années 1980 et 1990 chanté dans le style crooner enregistré par Paul Anka en 2005.

## Titres
1. It's My Life (interprète original : Bon Jovi)
2. True (interprète original : Spandau Ballet)
3. Eye of the Tiger (interprète original : Survivor)
4. Everybody Hurts (interprète original : R.E.M.)
5. Wonderwall (interprète original : Oasis)
6. Black Hole Sun (interprète original : Soundgarden)
7. It's a Sin (interprète original : Pet Shop Boys)
8. Jump (interprète original : Van Halen)
9. Smells Like Teen Spirit (interprète original : Nirvana)
10. Hello (interprète original : Lionel Richie)
11. Eyes Without a Face (interprète original : Billy Idol)
12. The Lovecats (interprète original : The Cure)
13. The Way You Make Me Feel (interprète original : Michael Jackson)
14. Tears in Heaven (interprète original : Eric Clapton)